# Bart van Winsen
Bart Piet Jozef van Winsen (Lochem, 27 augustus 1943) was van 23 mei 2002 tot 30 november 2006 lid van de Tweede Kamerfractie van het CDA. Hij was leraar geschiedenis (van 1972 tot 1973 op het Grundel Lyceum te Hengelo en van 1972 tot 1974 op de Scholengemeenschap Marianum te Groenlo) en maatschappijleer (van 1974 tot 2002 op scholengemeenschap De Bouwmeester in Haaksbergen). Verder was hij lid van de gemeenteraad van Haaksbergen van 1 april 1982 tot 1 april 2002, wethouder van 1 april 1986 tot 1 april 2002 (portefeuille RO, economie, agrarische zaken, milieu, toerisme en recreatie, sport, regionale samenwerking, Euregio, Internationaal beleid) en locoburgemeester in Haaksbergen. Van Winsen hield zich als Kamerlid vooral bezig met defensie (veiligheid, vredesoperatie, internationale aangelegenheden) en met NAVO-aangelegenheden.
Hij heeft in het verleden meerdere functies bekleed in Europees verband, zoals fractievoorzitter van C.D.A./C.D.U. in de Euregioraad en hij was lid van de werkgroep Europa, Buitenland bij het C.D.A. Verder heeft hij nog deelgenomen aan meerdere besturen en was hij ook meermalen voorzitter van een commissie of raad van bestuur buiten de Kamer.
Bart van Winsen studeerde van 1979 tot 1983 geschiedenis en staatsinrichting: Oost-Europese geschiedenis met als bijvak internationale betrekkingen aan de Rijksuniversiteit Utrecht. Hij studeerde tevens politieke wetenschappen aan de Katholieke Universiteit Nijmegen.
- Parlement.com: vg9fgopzg3ya